# フルーリー・ド・フランス
フルーリー・ド・フランス（Fleury de France, 1094年ごろ - 1119年以降）は、フランス王フィリップ1世と2人目の王妃ベルトラード・ド・モンフォールの2人目の息子。姓及び家系不明のナンジ＝アン＝ブリー（フランス語版）領主の女性相続人と結婚してナンジ卿となり、フルーリー・ド・ナンジ （Fleury de Nangis）とも称されていた。
マント伯フィリップは実兄、トリポリ伯妃セシル・ド・フランスは実妹に当たる。

## 生涯
司教教会議により、フルーリーの実父フィリップ1世は王妃ベルト・ド・オランドと、実母ベルトラードはアンジュー伯フルク4世との各々の結婚が無効とされたが、シャルトルのイヴ司教と当時の教皇ウルバヌス2世は、双方の配偶者との婚姻の無効及び再婚に反対し、フィリップとベルトラードは破門された。そのため、フルーリーは両親の庶子として誕生した。
フルーリーが嫡出の王子としての地位を得たのは、両親の破門が解かれ、母ベルトラードが教皇の決定に服し、フォントヴロー修道院に隠棲した1104年になってからである。
1108年に父王フィリップ1世が崩御すると、実兄マント伯フィリップは異母兄ルイ王太子の王位継承を阻止しようとしたが、効果はなかった。即位したルイ6世への反逆により、フィリップは所領を押収されて失脚し、母ベルトラードの実家モンフォール家の叔父アモーリー3世に数年仕えた。

## 結婚と親族
先祖も家系も不明だが、ナンジ（フランス語版）の女性相続人エリザベート・ド・ナンジと結婚してナンジ卿となり、少なくとも1人の娘をもうけた。
- イザベル・ド・ナンジ（1118年 - 1166年か1167年以降） - 初婚でトライネル家（フランス語版）のヴニジー卿アンソー・ド・トライネル＝ヴニジーと結婚し、二女をもうけた。未亡人となった後、マロル＝シュル＝セーヌ（フランス語版）卿ギー・ド・マロルと再婚したが、彼との間に子孫はなかった。

おそらくもう一人娘がいたとされ、この娘とクルトリー（フランス語版）卿ミロン・ド・ムラン と結婚させたとされる。